# Litenčice
Litenčice település Csehországban, Kroměříži járásban. Litenčice Morkovice-Slížany, Chvalnov-Lísky, Kunkovice, Nítkovice, Hoštice, Cetechovice és Honětice településekkel határos. Lakosainak száma 483 fő (2024. január 1.).

## Népesség
A település lakosságának változását az alábbi diagram mutatja:
| Lakosok száma | 945  | 1030 | 1008 | 796  | 542  | 466  | 487  | 473  | 478  | 483  |
|               | 1869 | 1890 | 1921 | 1950 | 1980 | 2001 | 2017 | 2019 | 2022 | 2024 |